# Piratas da Barbária

Escrava a ser vendida em Argel, por Jean-Léon Gérôme

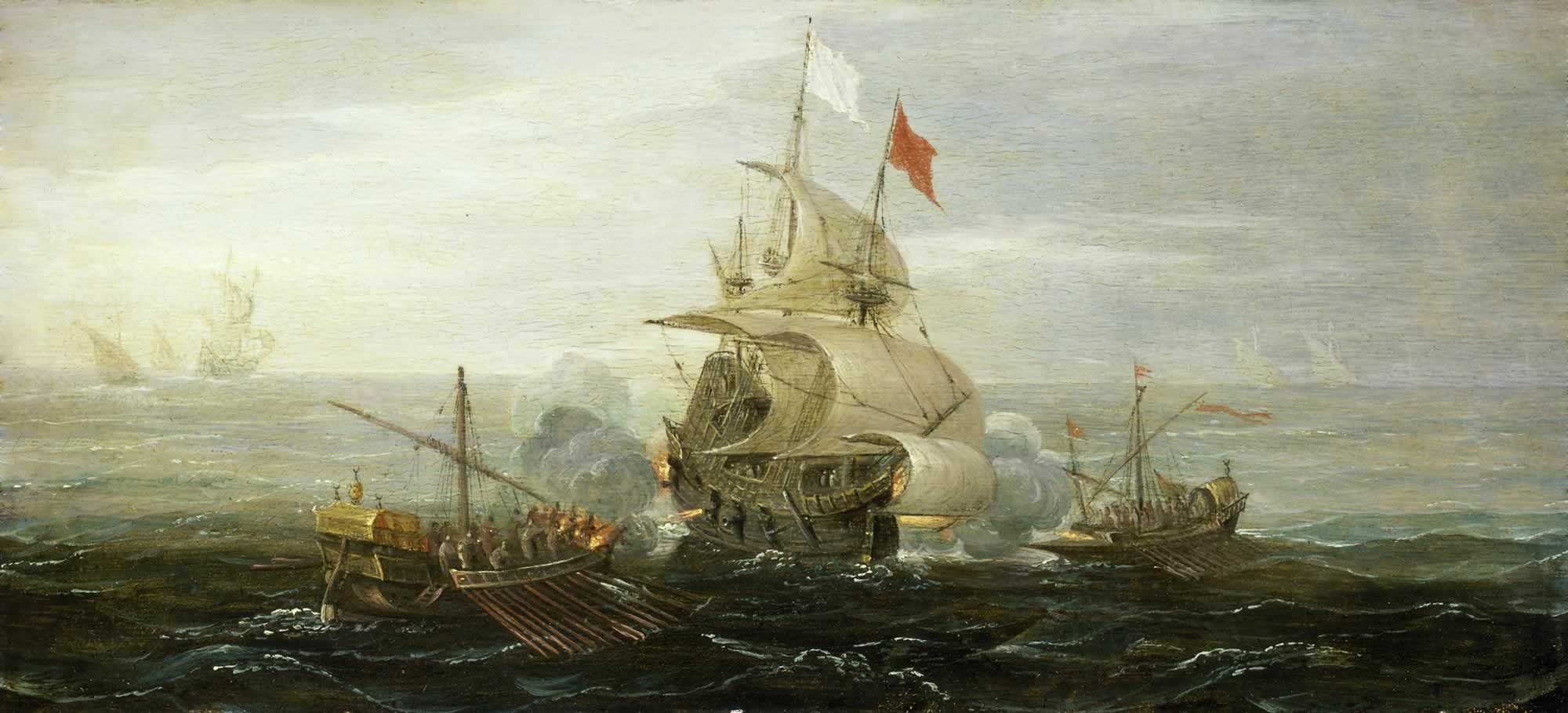
Navio francês a ser atacado por galés argelinas (óleo de Aert Anthoniszoon (1579-1620)

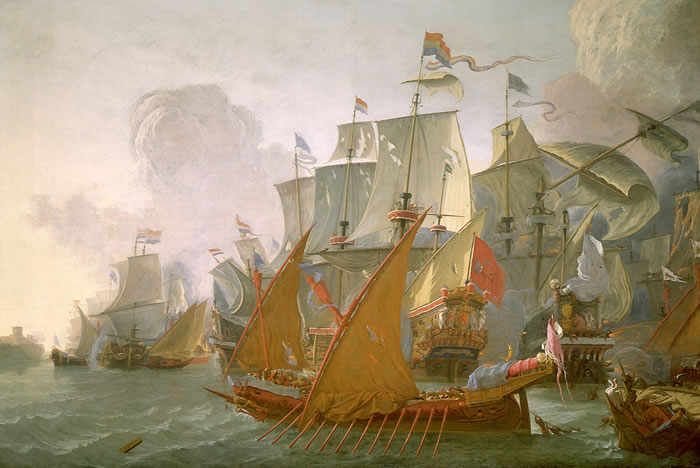
Bombardeamento neerlandês a Tripoli (óleo de Lieve Pietersz Verschuier, c. 1670)

Piratas da Barbária, Piratas da Berbéria, piratas barbarescos, piratas berberescos, piratas berberes ou corsários otomanos, foi a designação dada aos piratas que até meados do século XIX operaram no Mediterrâneo ocidental e no Oceano Atlântico nordeste a partir de portos sitos na costa da Berbéria, ou seja na região litoral do Norte de África correspondente hoje às costas da Argélia, da Tunísia, da Líbia e a alguns portos de Marrocos. A sua principal base era em Argel, mas as cidades de Tunes, Tripoli e Salé eram também importantes centros da pirataria barbaresca. As suas principais presas eram embarcações pertencentes aos povos cristãos da bacia do Mediterrâneo, mas também pilhavam no Atlântico nordeste, incluindo navios de longo curso provenientes da Ásia, de África e das Américas. Para além dos ataques sobre a navegação, também organizavam incursões às povoações costeiras da Europa, destinadas à aquisição de saque e a capturar escravos que eram depois vendidos no Norte de África, na Turquia e no mundo muçulmano. Para além da costa mediterrânica da Europa, registaram-se importantes ataques na Madeira, nos Açores, na costa ibérica, na Irlanda e até na Islândia e na Gronelândia. Esta forma de esclavagismo, responsável pelo aprisionamento e venda como escravos de muitos milhares de cristãos de origem europeia, manteve-se até à década de 1830, terminando apenas quando a França conquistou Argel.

## Contexto histórico
A actividade de piratas no Mediterrâneo ocidental foi uma constante desde o período de declínio do Império Romano, com a base das operações quase sempre centrada na margem norte-africana daquele mar. Daí que desde muito cedo os piratas que operavam naquele região fossem conhecidos por piratas da Barbária, derivando a sua designação não da barbárie do seu comportamento, mas do topónimo costa da Barbária, que desde os tempos medievais se aplicava ao troço ocidental da costa do Magrebe. Aquele topónimo deriva de substantivo berberes, o nome pelo qual eram conhecidos na Europa os povos que habitavam a região.
Na sua fase inicial, a pirataria incidia essencialmente sobre a navegação local no Mediterrâneo ocidental, com eventuais ataques a povoações costeiras menos defendidas, atingindo de forma indiferenciada todos os povos ribeirinhos. Contudo, a partir do período das Cruzadas e do início da reconquista cristã da Península Ibérica, esta forma de pirataria passou a ganhar contornos diferentes, concentrando-se sobre as embarcações e as costas ocupadas por povos cristãos, inserindo-se desta forma no conflito inter-religioso que se travava na região. Os piratas passaram a ser encarados como corsários, agindo legitimados pelo conflito que se travava.
A partir do século XIV, o declínio das dinastias berberes e o crescente número de refugiados de origem ibérica que acorriam ao Norte de África em resultado do avanço cristão na Reconquista, criaram condições que permitiram a solidificação das cidades base dos piratas como verdadeiras cleptocracias semi-independentes, legitimadas pela guerra inter-religiosa. Nesta fase, a cidade argelina de Bugia transformou-se no mais notório centro de pirataria do Mediterrâneo.
A partir dessa época, foram-se lentamente organizando as estruturas de poder que deram origem aos piratas da Barbária enquanto verdadeira força político-militar com profundo impacto na navegação internacional e na segurança das costas europeias, particularmente a partir do século XVI. Após o seu auge no século XVII, os piratas da Barbária entraram em declínio, até serem efectivamente erradicados na primeira metade do século XIX com a conquista francesa de Argel e a generalização da dominação colonial europeia sobre o Norte de África.
Vários eventos, resultantes da evolução geopolítica da região, influenciaram este curso de acontecimentos. Em primeiro lugar, a Tomada de Granada pelos Reis Católicos de Espanha, pondo em 1492 efectivo termo ao Alandalus e, com ele, à presença muçulmana na Península Ibérica. Esse acontecimento forçou muitos milhares de mouros ao exílio, alimentando o ressentimento anticristão no Norte de África e fornecendo novos recrutas para a pirataria, agora claramente aceite como uma forma de retribuição e vingança. A estes refugiados, e aos habitantes locais, vieram juntar-se voluntários levantinos vindos do Médio Oriente, atraídos por motivações religiosas, mas também, como acontecia do lado cristão, pela oportunidade de aventura e de participarem numa actividade lucrativa. Em segundo lugar, a queda de Constantinopla e o reforço da hegemonia muçulmana no Mediterrâneo oriental, iniciando um crescente envolvimento otomano no Norte de África, que se traduziu na presença de um poder difuso que, sem conseguir dominar totalmente a política local, impedia o aparecimento de estruturas de poder que pusessem cobro à anarquia que se vivia na região.
Ao enquadramento geral atrás apontado sobrepuseram-se circunstâncias locais, pois na fase final da reconquista ibérica, Portugal e Castela começaram a atacar e a conquistar cidades na costa marroquina, com destaque para Ceuta e o seu hinterland. A luta que aí se travou atraiu grande número de aventureiros do Médio Oriente e do Levante otomano. Esse movimento acelerou-se quando a Espanha atacou as cidades costeiras de Orão, Argel e Tunes, avançando para os limites orientais do Magrebe. Na defesa dessas cidades já era significativa a presença de voluntários turcos, a maioria dos quais empenhada na guerra como corsários.
Entre os mais famosos líderes corsários da época estavam os irmãos Barba Ruiva e Aruje (ou Oruç), súbditos otomanos oriundos de Mitilene. Capitaneando um decidido grupo de corsários, os irmãos Barbarossa conseguiram na década de 1500 ganhar o efectivo controlo da cidade de Argel e transformaram o seu porto na principal base dos piratas da Barbária.
Quando Aruje foi morto durante um ataque espanhol ocorrido em 1518, de que resultou a tomada de alguns ilhéus costeiros frente a Argel, onde instalaram um forte, Hizir solicitou a intervenção do sultão otomano Selim I, o qual, em troca de suserania sobre a cidade, acedeu e enviou tropas. Nos combates que se seguiram, em 1529 os espanhóis foram expulsos da região e Argel foi incorporada, embora mantendo ampla autonomia, no Império Otomano. Com isto, iniciou-se uma presença otomana no Norte de África, que duraria quatro séculos e consolidou-se a predominância daquela cidade como o principal centro da pirataria mediterrânica, posição que manteria até 1830.
Entre 1518 e a morte de Uluje Ali em 1587, Argel foi a capital do poder otomano no Norte de África, sede do governo dos beilerbeis que governavam Tripoli, a Tunísia e a Argélia.  De 1587 a 1659, a cidade foi governada por paxás otomanos, enviados de Constantinopla com mandatos de três anos. Em 1659, uma revolta militar reduziu o paxá a uma figura sem real poder político, um mero representante de uma suserania distante e sem influência na condução da vida local.
A partir daquela revolta, estas cidades magrebinas, apesar de nominalmente fazerem parte do Império Otomano, eram na realidade repúblicas militares, com grande grau de anarquia na condução das suas políticas, que escolhiam os seus próprios governantes e se sustentavam quase exclusivamente do produto dos saques, da venda de escravos, da extorsão através da exigência do pagamento de tributos às potências que pretendiam navegar no Mediterrâneo e dos resgates que eram pagos pelos cativos europeus. Foi este o período áureo dos piratas da Barbária.
Durante aquele período também a estrutura do poder naval se alterou: se entre 1518 a 1587, os beilerbeis eram almirantes do sultão, que apesar dos seus métodos ferozes e de terem como política o saque das cidades costeiras e a captura de escravos, comandavam grandes esquadras e conduziam a guerra com claros fins políticos, pós 1587, o saque tornou-se o principal objectivo das forças navais das cidades norte-africanas, que passaram a viver quase em exclusivo dos lucros da actividade pirata.
Nesta segunda fase, as forças navais, agora mais pequenas e nalguns casos reduzidas a um único navio, passaram a ser financiadas por capitalistas (quase sempre ex-corsários que haviam enriquecido) e eram comandadas por capitães, que usavam o título de rais ou reise e se organizavam de forma corporativa para exercer o poder na cidade e manter o controlo sobre os mares e sobre os mercados de escravos. A actividade pagava um dízimo (10%) para os cofres do paxá ou seus sucessores, os quais passaram a usar os títulos de bei ou dei.
Entre os corsários otomanos famosos que nesta época tiveram a sua base em Argel contam-se Dragute Arrais, Kurtoğlu (conhecido como Curtogoli), Quemal Reis, Salih Reis, Coca Murade Reis e Morato Arrais.
Na fase inicial da sua consolidação como força naval, os piratas da Barbária utilizavam essencialmente galés construídas em Bugia, com a madeira das montanhas daquela região. Esta circunstância limitava a sua acção às zonas costeiras e às águas calmas do Mediterrâneo, já que à força de remos não eram possíveis grandes viagens e a dimensão dos navios era limitada pela necessidade de reduzir o seu peso.
A partir de finais do século XVI, os piratas argelinos passaram a usar navios à vela, em boa parte resultado das inovações tecnológicas trazidas por europeus convertidos ao Islão que se juntavam às hostes piratas. Entre estes convertidos conta-se o holandês Simon de Danser, que teve um papel relevante na introdução das tecnologias da vela na actividade dos piratas da Barbária. A presença de convertidos europeus era aliás comum, tendo contribuído de forma substancial para o progresso tecnológico da construção naval, da navegação e da marinharia de que os piratas dispunham. Entre os convertidos mais famosos conta-se um membro da família aristocrática inglesa Verney e Jan Janszoon, um holandês que sob o nome de Morato Arrais comandou forças piratas no Atlântico Norte, atacando a Islândia.
Com a introdução dos navios à vela e das técnicas europeias de navegação, a partir de meados do século XVII, os piratas da Barbária começaram a chegar regularmente às ilhas e às costas europeias do Atlântico, ameaçando a navegação em todo o Atlântico Nordeste.
Estes desenvolvimentos levaram a que na primeira metade do século XVII os piratas da Barbária atingissem um tal grau de actividade que passaram a ameaçar virtualmente toda a navegação nas costas europeias, atacando anualmente centenas de navios e raptando para resgate ou para venda como escravos muitas dezenas de milhar de europeus. Por esta altura estimava-se que estivessem cativos em Argel cerca de 20 000 europeus. Enquanto os ricos conseguiam pagar resgate e eram libertados, os mais pobres ficavam dependentes do pagamento de resgate por parte dos soberanos respectivos ou por organizações caritativas especialmente criadas para o efeito, acabando na maior parte dos casos por ser vendidos como escravos. As mulheres, particularmente as mais jovens, eram quase de imediato vendidas para o harém dos ricos e poderosos. Eventualmente alguns eram libertados pelos seus senhores depois de se converterem ao Islão.
Muitos dos prisioneiros acabavam por morrer agrilhoados aos remos das galés. Ao tempo, Argel era um cidade onde se encontravam gentes trazidas de todas as costas da Europa e da África e o maior centro de comércio de escravos do Mundo.
Nesta época tornou-se quase uma fatalidade para quem se aventurava a viajar pelo mar ter de enfrentar ataques corsários. Alguns dos principais intelectuais portugueses e espanhóis (como Miguel de Cervantes), mas também muitos da Europa do Norte, experimentaram o cativeiro na costa da Barbária, sendo abundantes os relatos de dos eventos a ele ligados.
Para se ter uma ideia da dimensão que atingiu a pirataria da Barbária, note-se que entre 1609 e 1616 os registos do almirantado do Reino Unido assinalam a captura de  466 navios britânicos, a maioria dos quais nas águas próximas às costas inglesas.
Apesar dos ataques dos piratas da Barbária serem mais comuns nas águas e costas do sul de Espanha, nas ilhas Baleares, Sardenha, Córsega, ilha de Elba e nas costas da Península Itálica (especialmente na Ligúria, Toscana, Lácio, Campânia, Calábria e Apúlia), Sicília e Malta, também atacavam frequentemente a costa atlântica da Península Ibérica. Em 1617, piratas argelinos e saletinos lançaram um poderoso ataque ao litoral cantábrico e galego e saquearam e destruíram Bouzas, Cangas e as igrejas de Moaña e Darbo. Uma tentativa de tomada de Vigo foi repelida pela guarnição da cidade.
Mesmo regiões relativamente distantes do Mediterrâneo não estavam a salvo. Na Islândia, em 1627 o capitão pirata Morato Arrais saqueou várias povoações costeiras, incluindo as ilhas Vestmannaeyjar, levando consigo 242 prisioneiros, a maioria dos quais morreria em cativeiro. Entre os cativos de Vestmannaeyjar estava Oluf Eigilsson, que foi libertado contra o pagamento de um resgate e que escreveu em 1628 um detalhado relato da sua experiência. Em Junho de 1631, o mesmo Morato Arrais, com piratas de Argel e tropas otomanas, tomou a vila irlandesa de Baltimore, no condado de Cork, capturando a maioria dos habitantes, os quais foram vendidos como escravos no Norte de África.
Existe o registo de cativos brasileiros, como Maria, resgatada ao fim de 12 anos com sua filha, ou o padre Romão Furtado de Mendonça, ambos regatados junto com outros 365 cristãos pelos frades trinitários.
"No primeiro resgate, em 1720, os frades trinitários tentaram resgatar todos os cristãos cativos, mas não o conseguiram, deixando para trás pelo menos quarenta, que não estavam em Argel por se encontrarem obrigados a atividades de corso ou simplesmente porque o bei não tinha autorizado. Entre os 365 cristãos resgatados estavam os “brasileiros” padre Romão Furtado de Mendonça, natural do Rio de Janeiro, de 27 anos, Miguel de Sequeira, homem negro, marinheiro, natural do Pará,  de 57 anos; Esperança, mulher negra, natural do Maranhão, de 25 anos; e Manuel Tapuia, natural do Pará, de 14 anos, todos eles com um ano de cativeiro. Possivelmente viajavam numa charrua – veleiro lento, com grandes porões e armamento reduzido – do Maranhão, que fora aprisionada perto da costa brasileira, e da qual  o próprio contramestre, Agostinho de Medeiros e Paiva, de 29 anos, natural da Ilha de São Miguel, nos Açores, também fora resgatado. Houve ainda a libertação de Maria, mulher negra, natural de Pernambuco, de 26 anos e já com  12 anos de cativeiro. Foi resgatada juntamente com sua filha Josefa, de dois anos, nascida em Argel."
"Em 1731 foram resgatados e libertados 193 cativos, dos quais sete foram trocados por muçulmanos. Por falta de dinheiro, os frades deixaram de resgatar outros 24. Neste resgate, entre os cativos provenientes de terras brasileiras estavam o padre Francisco da Rocha Lima, cônego da Sé de Grão Pará, natural de Ponte de Lima, de 42 anos e três de cativeiro. Custou este cativo, em moeda argelina, 1771 patacas, que correspondia a 1328$250 réis. Inácio Machado, mestre em calafetação, homem pardo, filho de Ventura Rodrigues, natural de Sergipe de El Rei, de 23 anos e cinco anos de cativeiro, custou 857 patacas, ou seja, 642$750 réis."
"O último resgate geral do reinado de D. João V ocorreu em 1739 e libertou 178 cativos portugueses, 11 por troca com mouros das galés.
Entre os resgatados do Brasil estava Luísa Maria, mulher negra, natural da Bahia, com 21 anos de idade e dois de cativeiro, e Antônio Fernandes da Silva, marinheiro, natural de Pernambuco, filho de Silvestre Fernandes de Silva, de 27 anos de idade e quatro de cativeiro."
"Entre quase um milhar de cativos resgatados de Argel nesse período, encontramos reinóis provenientes das ilhas atlânticas, da costa do Algarve (sul de Portugal), das cidades de Setúbal, Lisboa, Peniche e outras zonas portuárias portuguesas. Mas surgiram também cativos naturais do Brasil, prova de que saques e atividades de corso eram realizados em pleno Atlântico e, talvez, até mesmo na costa brasileira."
No que respeita à pirataria no mar, todos os navegantes pertencentes a povos que não pagassem tributo aos piratas estavam em risco, mas mesmo aqueles pagamentos, em geral disfarçados sob a forma de ofertas e resgates, não garantiam absoluta segurança, já que os piratas não tinham uma estrutura centralizada de comando, podendo cada um atacar as presas da sua escolha. Mesmo os mais poderosos Estados europeus se viram compelidos ao pagamento de tributos e resgates e a tolerar o desrespeito pela sua bandeira nos mares.
Esta situação levou ao aparecimento de ordens religiosas especializadas na recolha de fundos para a redenção dos cativos, entre as quais a Congregação do Santíssimo Redentor e os Lazaristas, recebendo e administrando numerosos legados que para o efeito eram deixados em muitos países. Na maioria das nações ribeirinhas foram criados especiais tributos destinados à remissão dos cativos, criando-se toda uma organização político-religiosa cuja única missão era o pagamento do resgate de conterrâneos aprisionados. Foi assim que em Portugal surgiu o cargo de mamposteiro-mor e de mamposteiros em diferentes cidades e que o tributo para a remissão dos cativos se manteve até ao século XIX.
A partir dos meados do século XVII o progressivo fortalecimento dos Estados europeus levou a que a existência dos piratas da Barbária dependesse das rivalidades e dos desentendimentos entre aqueles Estados, o que os piratas souberam aproveitar com grande habilidade diplomática: a França encorajou a sua existência e utilizou-os como arma contra os interesses espanhóis; pouco depois foram os britânicos e os holandeses que os utilizaram contra os interesses franceses, num ciclo de rivalidades e guerras em que cada um dos contendores tentava comprar os serviços dos piratas para a sua causa, através de tributos e de uma mal disfarçada neutralidade em relação às suas actividades contra nações terceiras. Todas as potências estavam interessadas em obter imunidade para os seus navios, mas todas estavam interessadas em que os ataques contra rivais continuassem, o que impedia ataques concertados e consequentes contra os piratas.
Em 1655, o almirante britânico Robert Blake foi enviado numa expedição punitiva contra os piratas tunisinos, infligindo uma pesada derrota à cidade de Tunes e aos seus piratas. Nos anos subsequentes, durante o reinado de Carlos II de Inglaterra, as forças navais britânicas envolveram-se numa longa sequência de expedições punitivas contra os piratas da Barbária, isoladamente ou em colaboração com os neerlandeses.
Em 1682 e 1683, os franceses bombardearam Argel.  Naquele último ano, os argelinos atiraram o cônsul francês contra os navios, transformado numa bala humana. É muito extensa a lista das expedições punitivas organizadas por Estados europeus contra os piratas da Barbária, percorrendo toso o século XVIII até às operações americanas 1801-1805 (Primeira Guerra da Barbária) e 1815 (Segunda Guerra da Barbária).  Apesar desses numerosos ataques, os europeus nunca tentaram destruir realmente os piratas e quase sempre, no final das operações, a potência envolvida acabava por pagar tributo e firmar acordos mais ou menos apaziguadores com os piratas e com as respectivas cidades. Entretanto, as frequentes guerras intra-europeias permitiam aos piratas quebrar os seus compromissos sem medo de represálias e aproveitar a ocasião para obter novos pagamentos.
Nesse contexto, figuras públicas britânicas dos finais do século XVIII não se coibiam de afirmar que os piratas da Barbária eram úteis aos seus interesses nacionais pois ajudavam a controlar o crescimento do comércio dos povos do Sul da Europa. Quando Edward Pellew, o 1.º visconde de Exmouth, foi enviado em 1816 numa expedição punitiva contra os piratas argelinos, numa carta privada expressou dúvidas sobre a aceitabilidade da expedição pela classe mercantil britânica, então interessada no efeito negativo da pirataria sobre os interesses comerciais franceses e espanhóis.
Entretanto, a independência dos Estados Unidos da América trouxe um novo contendor, não envolvido no sistema de rivalidades europeias, que veio introduzir alguns elementos de desequilíbrio no sistema: em 1784, apenas uma ano após o estabelecimento da paz com a Grã-Bretanha, um navio americano foi aprisionado por piratas de Salé. Apesar de Marrocos ter sido em 1778 um dos primeiros Estados a reconhecer os Estados Unidos da América, após seis meses de negociações os americanos foram obrigados a pagar a então elevada soma de $60 000 para poderem navegar sem risco de apresamento.
Com os piratas argelinos a situação era ainda pior, pois em 1784 dois navios mercantes  americanos (Maria de Boston e Dauphine de  Filadélfia) foram capturados, vendidos e os seus tripulantes reduzidos à escravatura, sendo obrigados a trabalhar, em condições inumanas, nas obras das fortificações portuárias até que chegasse o dinheiro do respectivo resgate.
Em 1786, Thomas Jefferson, então embaixador americano em França, e John Adams, embaixador no Reino Unido, encontraram-se em Londres com Sidi Haji Abdul Rahman Adja, o embaixador de Tripoli naquela capital.
Pelos prisioneiros Argel queria $60 000, enquanto os americanos apenas podiam oferecer $4 000, pelo que tiveram de permanecer 11 anos no cativeiro. Face a esta situação e à inexistência de forças navais americanas que pudessem proteger os seus navios, os americanos passaram a procurar a proximidade de comboios organizados por potências europeias que lhes dessem protecção.
Durante alguns anos Portugal manteve na zona do Estreito de Gibraltar uma presença naval (Esquadra do Estreito), impedindo a entrada de piratas argelinos no Atlântico. Contudo, quando Portugal celebrou um acordo de tributo com os piratas, estes voltaram ao Atlântico Norte e em 1793 já tinham aí aprisionado uma dezena de navios americanos. Apesar de Portugal ter oferecido protecção aos navios americanos, tal foi considerado insuficiente e, depois de um sério debate, em Março de 1794 foi decidido criar a United States Navy, sendo autorizada a construção das primeiras seis fragatas. O uso de forças navais americanas, com a primeira acção do United States Marine Corps, foi um ataque a Tripoli, hoje lembrado no verso "to the shores of Tripoli" inscrito no seu hino.
O fim dos piratas da Barbária chegou com a paz geral de 1815 que pões termo às Guerras Napoleónicas na Europa. No novo contexto de paz deixou de ser tolerável o constante insulto dos piratas, agora amplificado pela nascente imprensa. O momento decisivo surgiu quando um esquadrão tunisino saqueou a vila de Palma na Sardenha, raptando 158 dos seus habitantes. A indignação da imprensa europeia foi enorme a pressão pública a favor de uma intervenção militar cresceu por todo o continente. Simultaneamente ia ganhando força a campanha em favor da supressão da escravatura e do fim do tráfego negreiro.
Com a aquisição de Malta e das ilhas Jónicas, a Grã-Bretanha foi ganhando um papel preponderante no Mediterrâneo, abraçando a questão da supressão do tráfego de escravos como uma sua prioridade, tema que foi incluído nas discussões do Congresso de Viena. Foi nesse contexto que em 1816 se realizou a expedição comandada por lorde Exmouth, enviada a Tunes e a Argel com o objectivo de forçar a aceitação de tratados que proibiam a pirataria e a aquisição de escravos.  Obtidos os tratados regressou à Grã-Bretanha, sem saber que entretanto um grupo de britânicos tinha sido escravizado em Annaba.  Face a essa provocação, o governo britânico enviou a expedição de volta para obter reparação, e a 17 de agosto daquele ano de 1816, as forças britânicas em combinação com forças neerlandesas comandadas pelo vice-almirante Theodorus Frederik van Capellen infligiram um  devastador bombardeamento a Argel.
Face ao novo denodo com que os europeus lidaram com a provocação, os piratas de Argel e de Tunes libertaram mais de 3 000 prisioneiros e fizeram novas promessas de cessar os ataques contra os europeus. Apesar disso, pouco depois os piratas de Argel retomaram as suas actividades, embora numa escala mais reduzida.
Face a esse incumprimento, em 1818 se reuniu um congresso internacional em Aix-la-Chapelle para determinar novas medidas, e em 1824 outra força britânica, agora sob o comando de Sir Harry Neale, bombardeou severamente Argel.
Apesar disso o fim da pirataria com base em Argel apenas ocorreu com a conquista da cidade pelos franceses em 1830. No resto da costa ainda se foi mantendo até ao início do século XX, altura em que a dominação colonial europeia a suprimiu.

## Os piratas da Barbária na literatura
A actividade dos piratas da Barbária deixou profundos traços na identidade dos povos ribeirinhos da Europa, os quais se reflectem nas múltiplas obras literárias que directa ou indirectamente os tomam por tema. Eles aparecem em obras tão marcantes como Robinson Crusoe de Daniel Defoe, O Conde de Monte Cristo de Alexandre Dumas, pai, O Falcão do Mar de Rafael Sabatini, A Captiva de Argel de Royall Tyler, na obra Mestre e Comandante da série Aubrey-Maturin de Patrick O'Brian e no Ciclo Barroco de Neal Stephenson. Outra famosa obra onde os piratas da Barbária figuram é no Dr. Dolittle de Hugh Lofting.
Miguel de Cervantes foi um dos múltiplos expoentes da intelectualidade europeia que passou pela experiência de ser cativo no bagnio de Argel, reflectindo depois a sua experiência na sua obra, incluindo no Dom Quixote.